# Illusionisten (film, 2010)
Illusionisten (franska: L'Illusionniste) är en animerad film från 2010, i regi av Sylvain Chomet. Filmen är baserad på ett oproducerat manus, skrivet 1956 av den franska regissören och skådespelaren Jacques Tati. 
Huvudpersonen är en animerad version av Jacques Tati animerad av Laurent Kircher.

## Handling
Filmen handlar om ett utdöende släkte varietéartister vars plats i rampljuset stjäls av de nystartade rockbanden i 1960-talets Storbritannien. En fransk trollkarl reser genom England i jakt på arbetstillfällen och hamnar i Skottland. Han lär där känna en ung flicka som lämnar sin hemby och följer med honom till Edinburgh.

## Produktion
Filmen gjordes på Chomet's Edinburgh filmstudio, Django Films, av en internationell grupp av animatörer. Den var beräknad att kosta runt 10 miljoner brittiska pund och finansierades av Pathé Pictures. Men i februari 2010 meddelade Chomet på en presskonferens att slutkostnaden blev 17 miljoner US-dollar.

### Filmbolag
- Litauen (ACME Film)
- Japan (Klockworx)
- Italien (Cinema 11),
- Grekland (Nutopia),
- USA (Sony Pictures Classics)
- Beneluxländerna (Paradiso)
- Ryssland
- Mellanöstern (Phars Film)

De första bilderna från filmen visades på 2008 års filmfestival i Cannes. I januari 2010 meddelades det att filmen skulle premiär på filmfestivalen Berlinale i februari. Filmen visades först i Frankrike 16 maj 2010. I Litauen hade filmen premiär 5 november 2010.

## Mottagande
Filmen var Oscarsnominerad för bästa animerade film på Oscarsgalan 2011. Filmen var nominerad av European Film Awards och 68. Golden Globe Awards för bästa animerade film.